# Sabethini
Tribu
Synonymes
- Sabettinae Blanchard, 1905 - protonyme

Sabethini est une tribu d'insectes diptères de la famille des Culicidae.

## Liste des genres
Selon BioLib (1 juin 2019) :
- genre Limatus
- genre Malaya Leicester, 1908
- genre Phoniomyia
- genre Runchomyia Theobald, 1903
- genre Sebethes
- genre Tripteroides Giles, 1904
- genre Wyeomyia Theobald, 1901

## Publication originale
- Raphaël Blanchard, Les moustiques, histoire naturelle et médicale (œuvre littéraire), Inconnu, Paris, 1905, [lire en ligne].